# 外丸村
外丸村（とまるむら）は、かつて新潟県中魚沼郡にあった村。

## 沿革
- 1889年（明治22年）4月1日 - 町村制施行に伴い、旧来の中魚沼郡外丸村が村制施行して発足。
- 1901年（明治34年）11月1日 - 中魚沼郡三箇村と合併し、新たに外丸村が発足。
- 1955年（昭和30年）1月1日 - 中魚沼郡下船渡村、上郷村、芦ヶ崎村、秋成村、中深見村と合併し、津南町となり消滅。